# Pudria, Vrața
Pudria (în bulgară Пудрия) este un sat în comuna Krivodol, regiunea Vrața,  Bulgaria. 

## Demografie
Componența etnică a satului Pudria
     Bulgari (61,17%)
     Romi (9,7%)
     Nicio identificare (29,12%)
     Altele (0%)
La recensământul din 2011, populația satului Pudria era de 649 locuitori. Din punct de vedere etnic, majoritatea locuitorilor (61,17%) erau bulgari, cu o minoritate de romi (9,7%). Pentru 29,12% din locuitori nu este cunoscută apartenența etnică.